# Río Itaú
Río Itaú är ett vattendrag   i Argentina, på gränsen till Bolivia och mynnar ut i Rio Grande de Tarija. Vattendraget är beläget i den norra delen av landet, 1 500 km norr om huvudstaden Buenos Aires. 
I omgivningen kring Río Itaú växer i huvudsak lövfällande lövskog och området är glesbefolkat, med 10 invånare per kvadratkilometer.